# 鈴木ヤスシ
鈴木 ヤスシ（すずき ヤスシ、1941年10月9日 - ）は、日本の歌手、俳優、司会者、タレント、声優。東京都大田区出身。趣味は外国タバコの収集、特技はゴルフ。旧名は鈴木 やすし（読み同じ）。日本大学鶴ヶ丘高等学校、日本大学経済学部卒業。

## 来歴・人物
1953年に劇団に入団。1957年に『背番号16－川上哲治物語』（NTV系）で川上選手の少年時代の役でテレビ初出演。大学時代には「ダンディーウェスト」を結成し、ロカビリー全盛期時代に活動。
1961年、ジャズ喫茶に出演している時にスカウトされ、フジテレビ『ジャズ・トーナメント』の司会と歌でレギュラーに抜擢。以後、東京12チャンネル『スターボウリング』、フジテレビ『キンカン素人民謡名人戦』、フジテレビ『勝ち抜きエレキ合戦』、日本テレビ『ホイホイミュージックスクール』の司会を務め、その他タレント・俳優・声優としても活動。

## 出演

### テレビドラマ
- 若い季節（NHK）
- 連続テレビ小説「すずらん」（NHK）
- 連続テレビ小説「芋たこなんきん」（NHK） - 小柳マネージャー 役
- 金曜時代劇「寺小屋ゆめ指南」（NHK）
- 土曜ドラマ「日だまり刑事 容疑者リオの涙」（NHK）
- 月曜ドラマシリーズ「ハート」（NHK）
- 現代っ子（日本テレビ）
- 柔道一直線 第10話「決闘竜虎車」（1969年、TBS / 東映）
- 新五捕物帳（NTV） - 清吉 役
- 火曜サスペンス劇場「女検事・霞夕子」シリーズ - 臼井警部 役（日本テレビ）
- レーサー（日本テレビ）
- 一心太助（日本テレビ）
- めくらのお市（日本テレビ）
- かみなり三代（日本テレビ）
- 火曜サスペンス劇場「当番弁護士」7（日本テレビ）
- 火曜サスペンス劇場「保護観察・少年A」（日本テレビ）
- 日本テレビ開局45年記念ドラマ・嫁とり婿とり大騒動（1998年）（日本テレビ）
- 意地悪ばあさん（読売テレビ）
  - 第49話「大安吉日の巻」
  - 第80話「いじわる観光旅行の巻」
- 月曜ミステリー劇場「陰の季節」（TBS）佐々木警部補役
- 月曜ドラマスペシャル「西村京太郎 十津川警部シリーズ」（TBS）尾道倉敷殺人ルート
- 月曜ゴールデン「夜の終る時」（TBS）
- 狸先生騒動記（フジテレビ）
- 銭形平次 第31話「掏られた遺書」（フジテレビ） - 辰三 役
- どてらい男（フジテレビ）
- グーチョキパー（フジテレビ）
- ニュードキュメンタリードラマ昭和 松本清張事件にせまる 第10回「スパイMの謀略」（テレビ朝日）
- 毎度おおきに（テレビ朝日）
- 土曜ワイド劇場　30周年特別企画「隠蔽捜査」（テレビ朝日）
- プレイガール 第52話「鉄火肌けんか仁義」（テレビ東京）
- 月曜・女のサスペンス 夏樹静子トラベルサスペンス「青函特急から消えた男 仙台・青森・札幌 女ふたり連続殺人行」（1988年、テレビ東京）
- 女と愛とミステリー「多摩南署たたき上げ刑事・近松丙吉」第4作「細い赤い糸」（2004年10月13日、テレビ東京） - 探偵・関山 役

### テレビ出演
- クイズ日本人の質問（NHK）
- 新クイズ日本人の質問（NHK）
- 坂本九メモリアルコンサート（NHK）
- ウェスタンカーニバル 2009年（NHK）
- オールディーズヒット大全集（NHK）
- 青春ポピュラーソング大全集（NHK）
- 夢であいましょう（NHK）
- 金曜スペシャル（NHK）
  - なつかしのオールディーズ
  - オールディーズがやってくる
- 山下敬二郎に捧げる追悼コンサート（NHK）
- 浜口庫之助メモリアルコンサート（NHK）
- 茶の間のリズム（日本テレビ）
- 24時間テレビ 「愛は地球を救う」（日本テレビ）
- ルックルックこんにちは「ドキュメント女ののど自慢」審査員（日本テレビ）
- 午後は○○おもいッきりテレビ（日本テレビ）
- 青春のザ・ヒットポップス（日本テレビ）
- ズームイン!!朝!（日本テレビ）2017年3月
- クイズ・ドレミファドン!（フジテレビ）
- 待ッテマシタ!（フジテレビ）
- クイズ!脳ベルSHOW（BSフジ）
- モーニングショー（テレビ朝日）
- ウェスタンカーニバル クリスマス同窓会（テレビ朝日）2009年
- 昭和偉人伝スペシャル「渥美清」2015年（BS朝日）
- ザ・ドキュメンタリー「渥美清の役者人生」2017年9月（BS朝日）
- 年忘れにっぽんの歌（テレビ東京）
- 新春スペシャル歌謡祭（テレビ東京）
- 思い出のウェスタンカーニバル（テレビ東京）
- 日曜ビッグスペシャル（テレビ東京）
  - 「青春のザ・ヒットポップス」
  - 「松方、梅宮の辰っちゃん亭」
- 武田鉄矢の昭和は輝いていた（BSテレ東）
  - 「あの年この年〜時代が刻んだ名曲たち〜」2016年
  - 「見上げてごらん…永遠の笑顔・坂本九SP」2019年７月12日
  - 「胸躍る！甦る60’sポップス」2022年1月7日
- 徹子の部屋（テレビ朝日）2021年11月30日

### ラジオ（レギュラー番組）
- ザッツ オールディーズ リクエスト（NHK-FM）
- お兄ちゃんは大学生（ニッポン放送）
- いきいき生放送（ニッポン放送）
- それ行け歌謡曲（ニッポン放送）
- 歌はあなたと共に（ニッポン放送）
- おはよう日本列島（文化放送）
- はかま満緒（ラジオ日本）
- 大沢悠里のゆうゆうワイド（TBSラジオ）
- （NHK・TBSラジオ・ラジオ日本にもゲストとして多数出演）

### 映画
- 喜劇 急行列車（東映）
- 旅路（東映）
- 不良番長 練鑑ブルース（東映）
- 不良番長 送り狼（東映）
- 不良番長 どぶ鼠作戦（東映）
- 不良番長 王手飛車（東映）
- 不良番長 一攫千金（東映）
- 不良番長 出たとこ勝負（東映）
- 不良番長 暴走バギー団（東映）
- 不良番長 手八丁口八丁（東映）
- 不良番長 突撃一番（東映）
- 不良番長 一網打尽（東映）
- 不良番長 骨までしゃぶれ（東映）
- トラック野郎・天下御免（東映）
- 妖艶毒婦伝 お勝兇状旅（東映）
- 新網走番外地 さいはての流れ者（東映）
- 謝国権「愛」より （秘）性と生活（東映）
- 血染の代紋（東映）
- 三匹の牝蜂（東映）
- ずべ公番長 夢は夜ひらく（東映）
- ボクサー（東映）
- ミスターどん兵衛（東映）
- 仲よし音頭　日本一だよ（大映）
- すてきな16才（大映）
- 現代っ子（日活）
- 野郎に国境はない（日活）
- 黒い賭博師 悪魔の左手（日活）
- 女の手配師 池袋の夜（日活）
- 逆縁三つ盃（日活）
- 性豪列伝 死んで貰います（日活）
- 城取り（日活）
- 昭和のいのち（日活）
- トルコ行進曲　夢の城（日活）

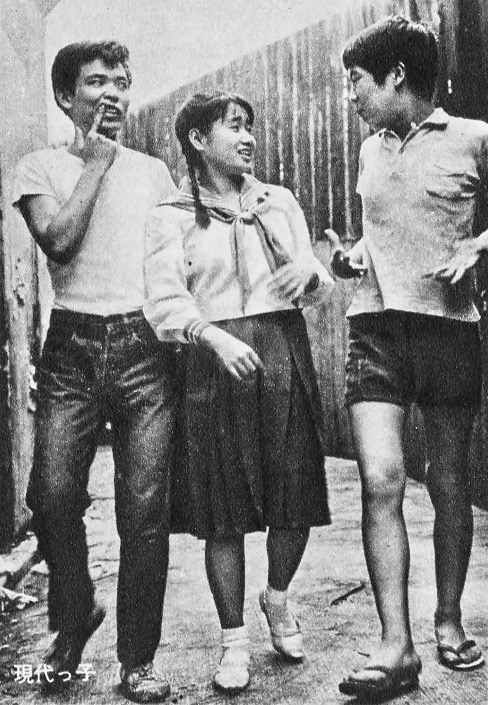
『現代っ子』（1963年）。
左から鈴木やすし、中山千夏、市川好郎。

- 混血児リカ ひとりゆくさすらい旅（近代映画協会）
- 続・若い季節（東宝）
- 人間革命（東宝）
- CHECKERS IN TAN TAN たぬき（東宝）
- マイフェニックス（東宝）
- 星屑の町（松竹）
- 二人だけの砦（松竹）
- 日本脱出（松竹）
- 新宿の肌（松竹）
- よさこい旅行（松竹）
- 春来る鬼（松竹）
- 塀の中の懲りない面々（松竹）
- 月光仮面（松竹）
- 喜劇 男の腕だめし（松竹）
- ふしぎな國・日本（松竹）
- リメインズ 美しき勇者たち（松竹）
- 昭和名侠伝・平田勝市（東映Vシネマ）
- 新・人間失格（ATG）

### テレビアニメ
- それゆけ珍探偵ハウンドキャッツ（班長）
- スカイキッドブラック魔王（語り手）
- ブラック魔王とケンケン（ナレーター）
- 冒険コロボックル（ボックル）
- おじゃまんが山田くん（ヨシダ）
- スーパースリー（ナレーター）
- トップキャット（トップキャット）
- アーサー王（ランスロット）
- 学生ハンク（ハンク）
- アーチーでなくっちゃ! The Archie Show（レギー）
- 行け行けバンバン恐竜天国

　その他多数

### 劇場版アニメ
- 不思議の国のアリス　1951年（白うさぎ）
- アンデルセン物語（ゴロ[4]）
- ながぐつ三銃士（ペロ）
- ヤスジのポルノラマ やっちまえ!!（プス夫）

### 舞台
- 想い出のウェスタンカーニバル

### ビデオ
- 月曜ミステリー劇場「陰の季節」（TBS）佐々木警部補役

### DVD
- ヤスジのポルノラマ やっちまえ!!（ブス夫）
- 日本脱出（松竹）主演
- 現代っ子（日活）主演
- 野郎に国境はない（日活）
- 死んで貰います（日活）
- 春来る鬼（松竹）
- さよなら列車（松竹）
- 新・人間失格

### 吹き替え
- リンゴ・スター
  - ビートルズがやって来るヤァ!ヤァ!ヤァ!
  - ヘルプ!4人はアイドル
- アダムス・ファミリー サン 再結集（フィリップ）
- ザ・モンキーズ（ミッキー・ドレンツ）
- チンパン探偵ムッシュバラバラ（ムッシュバラバラ）
- エルビス・プレスリー
- ジェリー・ルイス

### 人形劇
- ひょっこりひょうたん島（ジューワット・ホープの声）

### 司会
- 浜口庫之助メモリアルコンサート（NHK）
- ホイホイミュージックスクール（日本テレビ）
- ルックルックこんにちは（日本テレビ）
- あなたのワイドショー（日本テレビ）
- グランドバラエティーショー（日本テレビ）
- コロムビアアワー（TBS）
- ジャズトーナメント（フジテレビ）
- 勝ち抜きエレキ合戦（フジテレビ）
- キンカン素人民謡名人戦（フジテレビ）
- ラップ・ラップ・ショー（フジテレビ）
- 世界の日曜日（フジテレビ）
- コロムビア・グランドショー（フジテレビ）
- ヤァヤァヤング（フジテレビ）
- 勝抜きのど自慢（フジテレビ）
- ドキドキ運動会赤かて!白かて!（フジテレビ）
- どれす、あっぷ（フジテレビ）
- ハイヌーンショー（フジテレビ）
- 星空に唄おう（テレビ朝日）
- モーニングショー（テレビ朝日）
- ザ・スターボウリング（テレビ東京）
- 歌の散歩道（テレビ東京）
- 歌って歌って昼休み（テレビ東京）
- カラオケ大賞（チバテレ）

### ナレーション
- アドベンチャースポーツ（フジテレビ）
- 若さでアタック（フジテレビ）

## ディスコグラフィ

### シングル
- すべて日本コロムビアから発売。

| #  | 発売日      | 曲順 | タイトル                   | 作詞                | 作曲                        | 編曲       | 規格品番 |
| -- | ----------- | ---- | -------------------------- | ------------------- | --------------------------- | ---------- | -------- |
| 1  | 1962年 5月  | A面  | ハッピー・ホセ             | 漣健児              | J.Gonzales                  | 林一       | SA-874   |
| 1  | 1962年 5月  | B面  | あの娘はティーン・クィーン | 漣健児              | B.Crewe                     | 林一       | SA-874   |
| 2  | 1962年 6月  | A面  | ラバー・ボール             | にきゆたか          | A.Schroeder                 | 小杉仁三   | SA-899   |
| 2  | 1962年 6月  | B面  | ジェニ・ジェニ             | 漣健児              | R.Penniman E.Johnson        | 小杉仁三   | SA-899   |
| 3  | 1962年 8月  | A面  | ヘイ・ベイビー             | 漣健児              | B.Channel                   | 小杉仁三   | SA-942   |
| 3  | 1962年 8月  | B面  | ハートは水枯れ             | 漣健児              | S.Sheeley                   | 小杉仁三   | SA-942   |
| 4  | 1962年 11月 | A面  | リトル・ダイアン           | 漣健児              | D.Dimucci                   | 林一       | SA-1016  |
| 4  | 1962年 11月 | B面  | カマ・カマ・ベイビー       | 漣健児              | J.Otis                      | 林一       | SA-1016  |
| 5  | 1962年 12月 | B面  | まったくほんとに           | 菊田一夫            | 古関裕而                    | 小杉仁三   | SA-1043  |
| 6  | 1963年 3月  | A面  | 恋の1/2                    | 漣健児              | A.Schroeder                 | 小杉仁三   | SA-1092  |
| 6  | 1963年 3月  | B面  | 涙のラバー                 | 漣健児              | J.Keller P.Kaufman A.Kaplan | 小杉仁三   | SA-1092  |
| 7  | 1963年 5月  | A面  | ラブ                       | みナみカズみ        | P.Anka                      | 小杉仁三   | SAS-42   |
| 7  | 1963年 5月  | B面  | さすらいのマーチ           | あらかわひろし      | A.F.Lavagnino               | 小杉仁三   | SAS-42   |
| 8  | 1963年 7月  | A面  | 風に泣いてる               | みナみカズみ        | P.Anka                      | 小杉仁三   | SAS-82   |
| 8  | 1963年 7月  | B面  | 悲しき雨音                 | 三浦康照            | J.Gummoe                    | 小杉仁三   | SAS-82   |
| 9  | 1963年 8月  | A面  | 社長さんはいい気持         | 浜口庫之助          | 浜口庫之助                  | 小杉仁三   | SAS-68   |
| 9  | 1963年 8月  | B面  | どうもどうもいやどうも     | 浜口庫之助          | 浜口庫之助                  | 小杉仁三   | SAS-68   |
| 10 | 1963年 8月  | A面  | 現代っ子                   | 西沢爽              | 狛林正一                    | 小杉仁三   | SAS-90   |
| 10 | 1963年 8月  | B面  | 忘れていた歌               | 西沢爽              | 狛林正一                    | 小杉仁三   | SAS-90   |
| 11 | 1963年 10月 | A面  | 悲しきカンガルー           | みナみカズみ        | R.Harris                    | 小杉仁三   | SAS-134  |
| 11 | 1963年 10月 | B面  | 悲しき北風                 | 三浦康照            | B.Chandler E.McKendry       | 小杉仁三   | SAS-134  |
| 12 | 1964年 1月  | A面  | 一押しニ押し               | 神原光好            | 萩原哲晶                    | 萩原哲晶   | SAS-179  |
| 12 | 1964年 1月  | B面  | ヤエちゃん                 | 根岸一男            | 萩原哲晶                    | 萩原哲晶   | SAS-179  |
| 13 | 1964年 5月  | A面  | 空に書いたラブレター       | 三浦康照            | 遠藤実                      | 小杉仁三   | SAS-245  |
| 13 | 1964年 5月  | B面  | 青空に唄おう               | 石本美由起          | 遠藤実                      | 小杉仁三   | SAS-245  |
| 14 | 1964年 9月  | A面  | やすしの運命節             | 関沢新一            | 安藤実親                    | 安藤実親   | SAS-321  |
| 14 | 1964年 9月  | B面  | あしたになったらよ         | ふじとたかし        | 安藤実親                    | 安藤実親   | SAS-321  |
| 15 | 1964年 9月  | B面  | 勇気を出して               | ふじとたかし        | 浜口庫之助                  | 大西修     | SAS-351  |
| 16 | 1964年 11月 | A面  | ふりかえるのはいちどだけ   | 西沢爽              | 和田香苗                    | 山屋清     | SAS-368  |
| 16 | 1964年 11月 | B面  | 太陽がある限り             | ふじとたかし        | 市川昭介                    | 佐伯亮     | SAS-368  |
| 17 | 1965年 2月  | A面  | チンガラ人生               | 三浦康照            | 和田香苗                    | 和田香苗   | SAS-426  |
| 17 | 1965年 2月  | B面  | 明日は呼んでいる           | 三浦康照            | 和田香苗                    | 和田香苗   | SAS-426  |
| 18 | 1965年 4月  | A面  | ドリーム・ドール           | 三浦康照            | F.Bryant B.Bryant           | 大西修     | JPS-3    |
| 18 | 1965年 4月  | B面  | 太陽を探せ                 | 三浦康照            | D.Shannon                   | 大西修     | JPS-3    |
| 19 | 1965年 6月  | A面  | すてきなデート             | 三上博司            | 和田香苗                    | 和田香苗   | SAS-512  |
| 19 | 1965年 6月  | B面  | さようならまた明日         | 佐々りんど          | 和田香苗                    | 和田香苗   | SAS-512  |
| 20 | 1965年 7月  | A面  | もしおやじが生きてたら     | しらいそうや        | しらいそうや                | 東海林修   | SAS-554  |
| 20 | 1965年 7月  | B面  | おふくろさん               | 三浦康照            | 和田香苗                    | 山屋清     | SAS-554  |
| 21 | 1965年 8月  | A面  | 俺は太陽                   | 滝口暉子            | 和田香苗                    | 河村利夫   | JPS-16   |
| 21 | 1965年 8月  | B面  | エレキで行こう             | 三浦康照            | 和田香苗                    | 大西修     | JPS-16   |
| 22 | 1965年 12月 | A面  | 僕の手でよかったら         | 比良九郎            | 猪俣公章                    | 山屋清     | JPS-29   |
| 22 | 1965年 12月 | B面  | ジン ジャ ジャ             | 三浦康照            | 和田香苗                    | 河村利夫   | JPS-29   |
| 23 | 1966年 1月  | A面  | 東京200哩                  | 東次郎              | 和田香苗                    | 大西修     | JPS-36   |
| 23 | 1966年 1月  | B面  | 哀愁のカレリア             | 三浦康照            | C.Kaparow                   | 大西修     | JPS-36   |
| 24 | 1967年 2月  | A面  | どこかへ行こう             | 関沢新一            | 市川昭介                    | 市川昭介   | SAS-845  |
| 24 | 1967年 2月  | B面  | 小さなレストラン           | 東逸平              | 河村利夫                    | 河村利夫   | SAS-845  |
| 25 | 1967年 5月  | B面  | 黄金バット数え歌           | 第一動画            | 田中正史                    | 田中正史   | SCS-22   |
| 26 | 1968年 4月  | A面  | ゴキブリ天国               | 吉岡治              | 市川昭介                    | 市川昭介   | P-13     |
| 26 | 1968年 4月  | B面  | 水虫ちゃん                 | 吉岡治              | 越部信義                    | 越部信義   | P-13     |
| 27 | 1968年 6月  | B面  | 青空のバラード             | 谷川俊太郎          | 服部公一                    | 服部公一   | SCS-53   |
| 28 | 1972年 2月  | A面  | ながぐつ三銃士             | 井上ひさし 山元護久 | 宇野誠一郎                  | 宇野誠一郎 | SCS-147  |
| 28 | 1972年 2月  | B面  | 白いレストラン             | 布勢博一            | 宇野誠一郎                  | 宇野誠一郎 | SCS-147  |
| 29 | 1973年 5月  | A面  | 江田島ブルース             | 土屋孝              | 阿部央                      | 佐伯亮     | SAS-1675 |
| 29 | 1973年 5月  | B面  | 愛していたぜ               | 難波克昌            | 和田香苗                    | 永作幸男   | SAS-1675 |

#### デュエット・シングル
| 発売日      | デュエット | 曲順 | タイトル                        | 作詞     | 作曲     | 編曲     | 規格品番 |
| ----------- | ---------- | ---- | ------------------------------- | -------- | -------- | -------- | -------- |
| 1968年 12月 | 水垣洋子   | A面  | 赤かて!白かて!                  | 若松静夫 | 淡の圭一 | 横山菁児 | SCS-69   |
| 1968年 12月 | -          | B面  | ドキドキ音頭 （歌：鈴木やすし） | 若松静夫 | 淡の圭一 | 横山菁児 | SCS-69   |

#### 企画シングル
| 発売日     | 名義                         | 曲順 | タイトル       | 作詞     | 作曲       | 編曲     | 規格品番 |
| ---------- | ---------------------------- | ---- | -------------- | -------- | ---------- | -------- | -------- |
| 1963年 2月 | 鈴木やすし 森サカエ 藤てるみ | B面  | 青春ジャンスカ | 関沢新一 | 浜口庫之助 | 小杉仁三 | SA-1081  |

### アルバム

#### オリジナル・アルバム
| 発売日     | タイトル                   | 規格 | 規格品番 |
| ---------- | -------------------------- | ---- | -------- |
| 1962年12月 | 鈴木やすしとジェニ・ジェニ | LP   | ALS-168  |

#### コンピレーション・アルバム
| 発売日        | タイトル                                                         | 収録曲     | レーベル | 規格 | 規格品番   |
| ------------- | ---------------------------------------------------------------- | ---------- | -------- | ---- | ---------- |
| 2002年4月24日 | ハンナ・バーベラ同窓会［トムとジェリー〜チキチキマシン猛レース］ | ドラ猫大将 | ワーナー | CD   | WPC6-10204 |

### タイアップ曲
| 年     | 楽曲             | タイアップ                                           |
| ------ | ---------------- | ---------------------------------------------------- |
| 1963年 | さすらいのマーチ | 映画『前進か死か』主題歌                             |
| 1963年 | 現代っ子         | 映画『現代っ子』主題歌                               |
| 1963年 | 忘れていた歌     | 映画『現代っ子』挿入歌                               |
| 1963年 | ドラ猫大将       | NETテレビ系アニメ『ドラ猫大将』オープニング・テーマ  |
| 1967年 | 黄金バット数え歌 | 日本テレビ系アニメ『黄金バット』エンディング・テーマ |
| 1968年 | 青空のバラード   | NETテレビ『土曜西部劇』テーマソング                  |
| 1968年 | 赤かて!白かて!   | フジテレビ系『赤かて!白かて!』テーマソング           |
| 1968年 | ドキドキ音頭     | フジテレビ系『赤かて!白かて!』テーマソング           |
| 1972年 | ながぐつ三銃士   | アニメ映画『ながぐつ三銃士』主題歌                   |
| 1972年 | 白いレストラン   | アニメ映画『ながぐつ三銃士』挿入歌                   |